# Phyllonorycter klimeschiella
Phyllonorycter klimeschiella is een vlinder uit de familie mineermotten (Gracillariidae). De wetenschappelijke naam is voor het eerst geldig gepubliceerd in 1970 door Deschka.
De soort komt voor in Europa.